# ドゥルキング
ドゥルキング（朝鮮語: 드루킹、Druking）は、大韓民国のブロガーであるキム・ドンウォンのハンドルネーム。キム・ドンウォンは共に民主党の権利党員であるが、ネットニュースのコメントを使い、大規模な世論操作事件を起こしたため逮捕された。

## 概要
キム・ドンウォンはもともと親盧武鉉、親文在寅のコメントを投稿する左派系ブロガーとして知られていた。2016年11月、文の最側近である金慶洙議員からの依頼と認可を受けて、同年12月4日から2018年2月1日までにマクロプログラムを利用して、Naver・Daum・NATEの8万1623件のニュース記事のコメント141万643件に合計9971万1788回の「共感・非共感」ボタンを操作するクリック信号を送り、2017年韓国大統領選挙で文在寅候補に有利であるように大規模なコメント世論操作を行っていた。
しかし、金議員が予め定めた、世論操作の見返りとしての在大阪大韓民国総領事館の総領事のポストを在仙台大韓民国総領事館の総領事ポストに変えたことで、キム・ドンウォンは逆に文政権批判のコメント操作に転換した。その影響で、平昌オリンピックを「平壌オリンピック」と呼んで文政府と共に民主党を批判する書き込みがインターネット照会数上位を占めた。衝撃を受けた共に民主党は偽ニュース対策団を設け、211件のコメントを警察に告訴・告発した。偽ニュース対策団に参加したある共に民主党関係者は「当時、我々はこうしたコメントの背後にサムスンが存在すると見ていた」「批判コメントがネイバーに集中したのもサムスンとネイバーが組んで（工作を）しているのではという推測につながった」と話した。
警察は3月21日、世論操作の容疑者としてドゥルキングを含む3人を捜し出して逮捕し、捜査を一段落させた。しかし、中央日報によると、韓国警察は犯人の正体を徹底的にメディアに隠したため、共に民主党側は容疑者がサムスンではなく自党員の「ドゥルキング」であることが知られていなかった。ドゥルキングは逮捕直前にFacebookで「何の考えもない奴ら、お前ら2017年コメント部隊の真の背後が誰なのか知っているか？本当に暴いてやろうか？」というコメントを載せ、のちに「保守勢力が世論操作をしているように見せかけた工作をした」と供述した。2017年5月に起訴され、2020年2月13日に懲役3年の実刑が確定した。2018年7月にはドゥルキングから5000万ウォンを受け取った疑いで捜査対象となっていた野党正義党の魯会燦院内代表が飛び降り自殺した。2021年7月には共犯として起訴されていた慶尚南道の金慶洙知事に懲役2年の実刑判決が確定した。金は2022年12月に尹錫悦政権の新年特別特別赦免により刑務所を出所した。